# Marielle Heller
Marielle Heller, född 1979, är en amerikansk filmregissör. Hon spelade även rollen som Alma Wheatley i TV-serien The Queen's Gambit.

## Filmografi (i urval)
- 2015 – The Diary of a Teenage Girl
- 2018 – Can You Ever Forgive Me?
- 2019 – A Beautiful Day in the Neighborhood
- 2024 – Nightbitch